# Canton de Béthune-Nord
Le canton de Béthune-Nord est un ancien canton français situé dans le département du Pas-de-Calais et la région Nord-Pas-de-Calais.

## Géographie

Le canton de Béthune-Nord dans l'arrondissement de Béthune

Ce canton était organisé autour de Béthune dans l'arrondissement de Béthune. Son altitude variait de 18 m (Annezin) à 70 m (Chocques) pour une altitude moyenne de 25 m.

## Histoire
Le canton a été créé par le décret du 16 août 1973 par scission du canton de Béthune.
Il est supprimé par le redécoupage cantonal de 2014.

## Représentation
| Période | Période           | Identité              | Étiquette | Qualité |
| ------- | ----------------- | --------------------- | --------- | --- |
| 1973    | 1985              | Édouard Carlier       | PCF       | Cheminot Député (1962-1968 et 1973-1978) Conseiller régional Ancien conseiller général du Canton de Béthune (1967-1973)                                            |
| 1985    | 1994              | Jacques Mellick       | PS        | Cadre de société Maire de Béthune (1977-1996 et 2002-2008) Député (1978-1988 et 1993-1996) Ministre Ancien conseiller général du Canton de Béthune-Sud (1979-1985) |
| 1994    | 1995 (annulation) | Albert Delahaye       | PS        | Maire de Vendin-lès-Béthune |
| 1995    | 2008              | Marie-France Deleflie | DVD       | Directrice d'école Maire d'Annezin (1989-2008) |
| 2008    | 2015              | Isabelle Péru         | MRC       | Institutrice spécialisée Conseillère municipale de Béthune |

## Composition
| Communes           | Population (2012) | Code postal | Code Insee |
| ------------------ | ----------------- | ----------- | ---------- |
| Annezin            | 5 551             | 62232       | 62035      |
| Béthune (1)        | 27 808            | 62400       | 62119      |
| Chocques           | 2 918             | 62920       | 62224      |
| Oblinghem          | 225               | 62920       | 62632      |
| Vendin-lès-Béthune | 2 526             | 62232       | 62841      |
| Verquigneul        | 1 837             | 62113       | 62847      |

(1) fraction de commune.

## Démographie
| 1962 | 1968 | 1975 | 1982 | 1990 | 1999 | 2009 |
| ---- | ---- | ---- | ---- | ---- | ---- | ---- |
| -    | -    | -    | -    | -    | -    | -    |